# Борка Талеський
Борка Петров Талеський  (мак. Борка Петров Талески) псевдоніми Църниот, Модерното і Октопод — македонський югославський партизан та діяч Народно-визвольної війни Югославії.

## Біографія
Народився 19 серпня 1921 року в місті Прілеп. Стає членом ЮКП з 1939 року, а в наступному році бере участь у Ілінденських демонстраціях. Став членом бюро регіональної комуністичної організації у 1941 році. Виступав проти втручання Болгарської комуністичної партії в діяльність місцевої комуністичної організації, за що був виключений з неї. Загинув 2 березня 1942 року від рук болгарських солдатів. Народний герой Югославії.

## Галерея

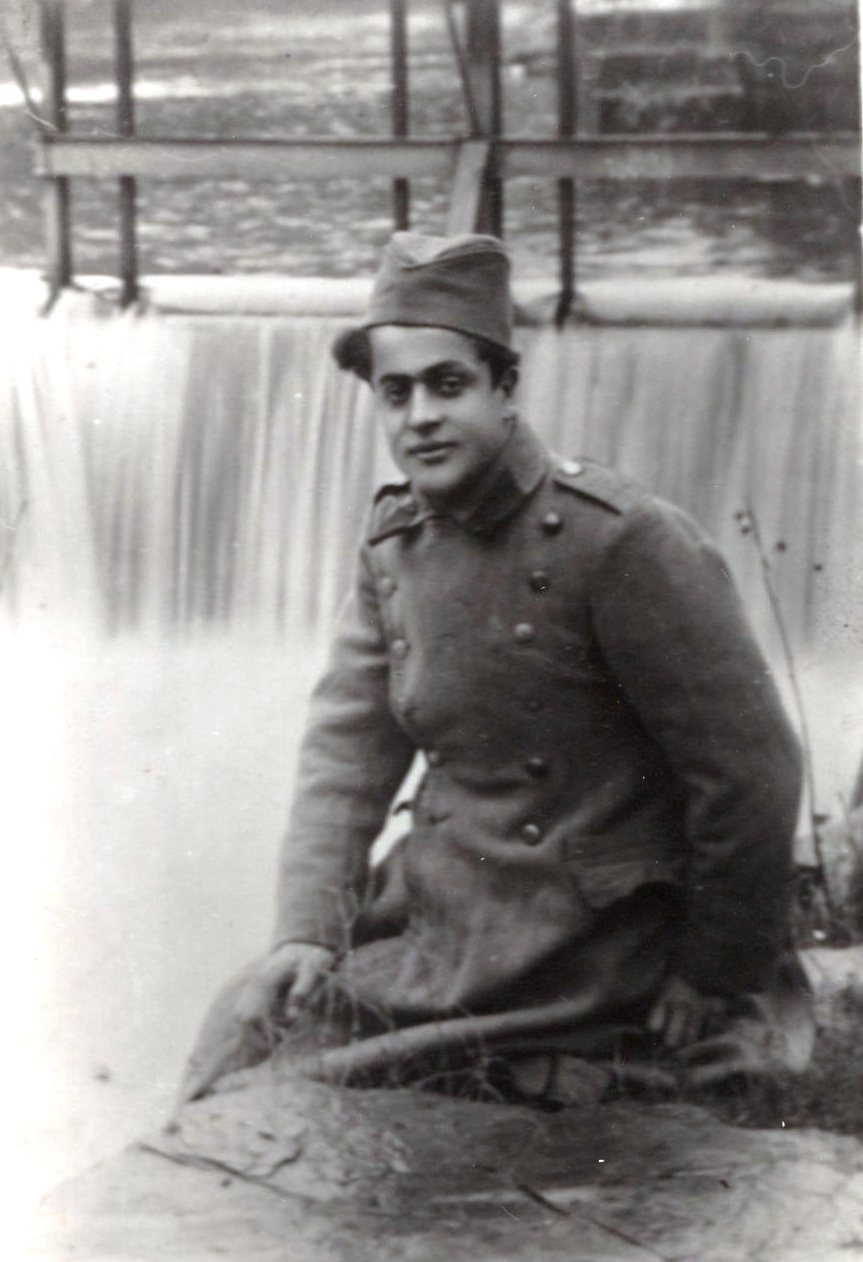
Борка Талеський у 1941
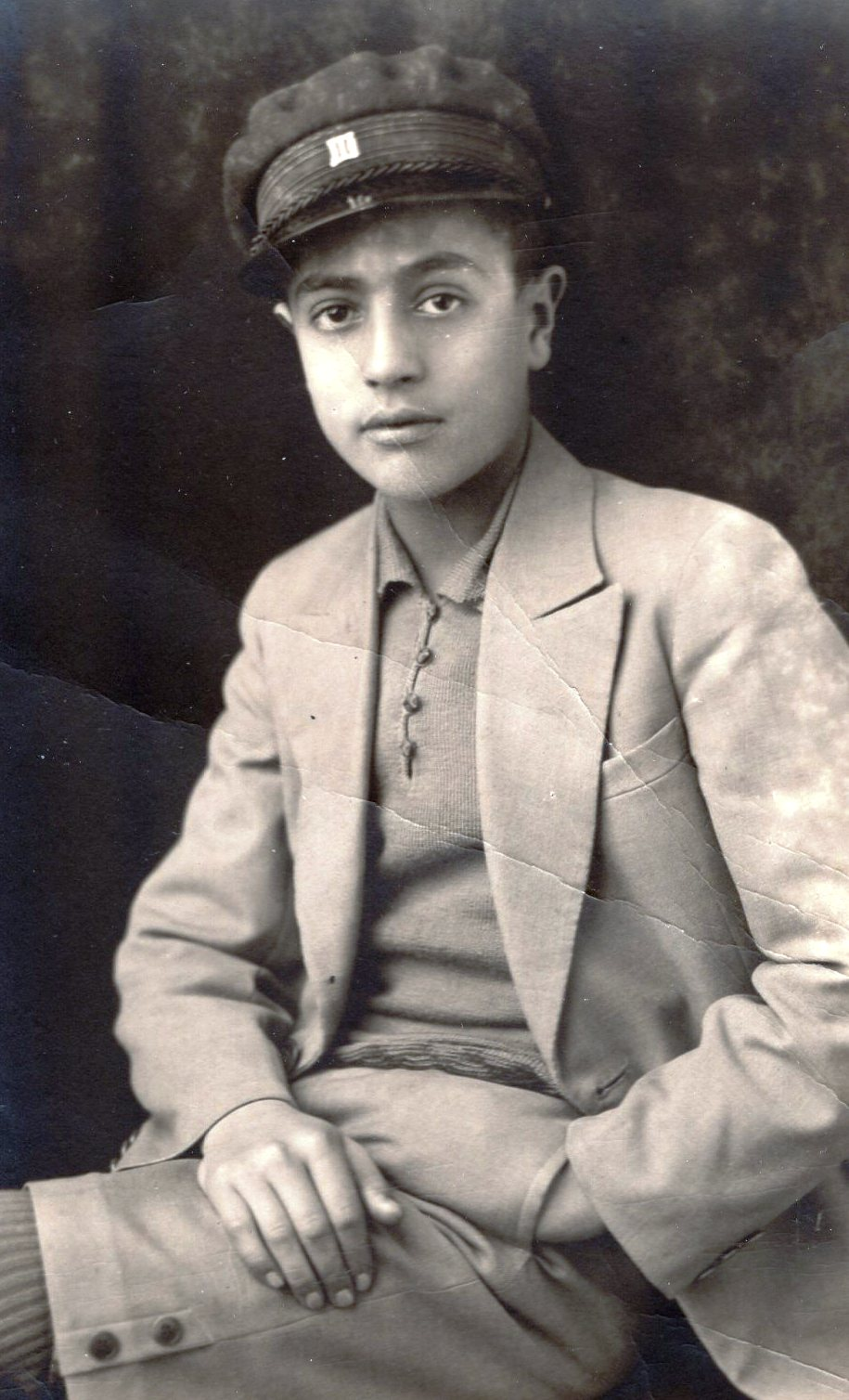
Борка Талеський у формі гімназиста
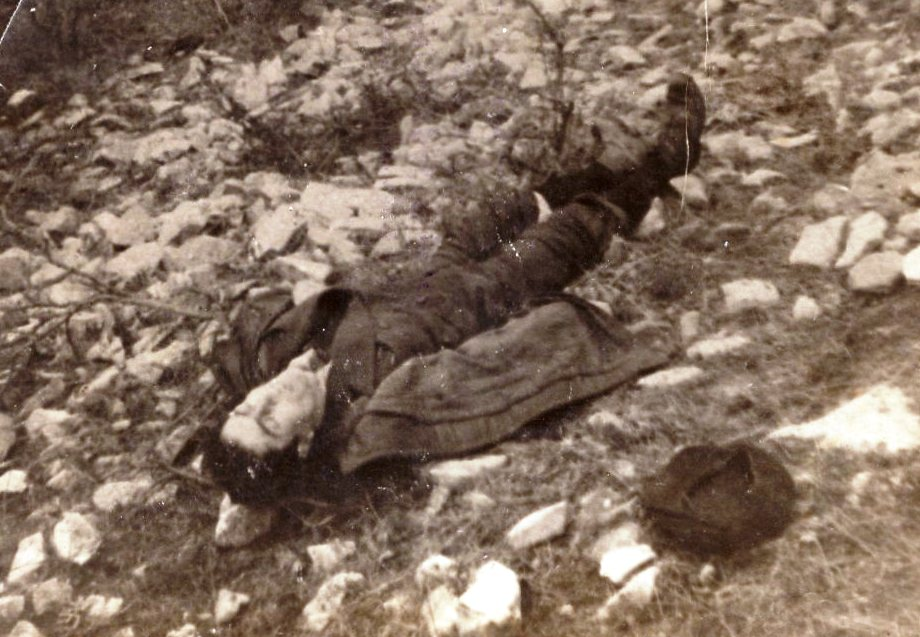
Борка Талеський загинув 2 березня 1942 року. Посмертне фото.